# Canoa/kayak ai Giochi della XVI Olimpiade - K1 500 metri femminile
La competizione del K1 500 metri femminile di Canoa/kayak ai Giochi della XVI Olimpiade si è disputata il giorno 1º dicembre 1956 al bacino del lago Wendouree a Ballarat.

## Programma
| Data             | Round      | Note                 |
| ---------------- | ---------- | -------------------- |
| 1º dicembre 1956 | 2 Batterie | Le primi 4 in finale |
| 1º dicembre 1956 | Finale     |                      |

## Risultati

### Batterie
| Pos. | Atleta               | Nazione          | Tempo  |
| ---- | -------------------- | ---------------- | ------ |
| 1    | Therese Zenz         | Germania         | 2'17"6 |
| 2    | Elizaveta Dement'eva | Unione Sovietica | 2'20"9 |
| 3    | Edith Cochrane       | Australia        | 2'24"0 |
| 4    | Patricia Moody       | Gran Bretagna    | 2'26"7 |
| 5    | Helga Hellebrand     | Austria          | 2'27"5 |

| Pos. | Atleta           | Nazione   | Tempo  |
| ---- | ---------------- | --------- | ------ |
| 1    | Tove Søby        | Danimarca | 2'23"7 |
| 2    | Cecília Hartmann | Ungheria  | 2'25"3 |
| 3    | Daniela Pilecka  | Polonia   | 2'25"8 |
| 4    | Éva Marion       | Francia   | 2'29"4 |
| 5    | Eila Eskola      | Finlandia | 2'31"4 |

### Finale
| Pos.    | Atleta               | Nazione          | Tempo  |
| ------- | -------------------- | ---------------- | ------ |
| Oro     | Elizaveta Dement'eva | Unione Sovietica | 2'18"9 |
| Argento | Therese Zenz         | Germania         | 2'19"6 |
| Bronzo  | Tove Søby            | Danimarca        | 2'22"3 |
| 4       | Cecília Hartmann     | Ungheria         | 2'23"5 |
| 5       | Edith Cochrane       | Australia        | 2'23"8 |
| 6       | Daniela Pilecka      | Polonia          | 2'24"1 |
| 7       | Patricia Moody       | Gran Bretagna    | 2'25"3 |
| 8       | Éva Marion           | Francia          | 2'27"9 |